# مرسيدس بنز جي63 أي أم جي 6x6
مرسيدس بنز جي63 أي أم جي 6x6 هي شاحنة دفع سداسي من الصانع الألماني مرسيدس بنز. تعتبر السيارة أكبر وثاني أغلى سيارة في فئة الأس يو في. هذه الشاحنة هي في الأساس طراز جي 63، ولكنها تستفيد من طول اضافي وذلك لإستيعاب جسم الشاحنة الطويل وعجلاتها الستة، ياتي المحرك بثماني إسطوانات بسعة 5.5 لتر بتيربو مزدوج. تعتبرالسيارة أول سيارة للإنتاج التجاري سداسية الدفع، هذه السيارة الفخمة تتسع لأربعة ركاب تجمع بين الفخامة والرفاهية والقيادة في الطرق الوعرة، كما تعتبر أقوى سيارات الطرق الوعرة والغير مخصصة للقيادة والتي لا يمكن لأي سيارة أخرى ان تصل إليها.